# Olympische Sommerspiele 1992/Teilnehmer (Libyen)
| Gelbes Symbol für Goldmedaillen mit stilisierten Olympischen Ringen | Graues Symbol für Silbermedaillen mit stilisierten Olympischen Ringen | Braundes Symbol für Bronzemedaillen mit stilisierten Olympischen Ringen |
| ------------------------------------------------------------------- | --------------------------------------------------------------------- | ----------------------------------------------------------------------- |
| —                                                                   | —                                                                     | —                                                                       |

Libyen nahm an den Olympischen Sommerspielen 1992 in Barcelona, Spanien, mit einer Delegation von fünf Sportlern (allesamt Männer) an fünf Wettkämpfen in vier Sportarten teil. Medaillen konnten keine gewonnen werden. Es war die vierte Teilnahme an Olympischen Sommerspielen für das Land.

## Teilnehmer nach Sportarten

### Gewichtheben
- Mustafa Ahshad
  - Superschwergewicht

Finale: 305,0 kg, Rang 18
Reißen: 140,0 kg, Rang 19
Stoßen: 165,0 kg, Rang 18

### Judo
- Said Masoud El-Agimi
  - Halbleichtgewicht

Rang 36

- Yahia Gregni
  - Halbmittelgewicht

Rang 34

### Leichtathletik
- Mohamed Khamis Taher
  - Marathon

Finale: 2:35:46 Stunden, Rang 75

### Tischtennis
- Attaher Mohamed El-Mahjoub
  - Einzel

Gruppenphase: Gruppe I, ohne Sieg als letzter ausgeschieden
Erstes Spiel: 0:2-Niederlage nach Sätzen gegen Gun-Sang Li aus Nordkorea
Zweites Spiel: 0:2-Niederlage nach Sätzen gegen Ilija Lupulesku
Drittes Spiel: 0:2-Niederlage nach Sätzen gegen Sule Olaleye aus Nigeria